# Ёсиро Мураки
Ёсиро Мураки (яп. 村木 与四郎, Muraki Yoshirō; 15 августа 1924, Токио — 26 октября 2009, Сэтагая, Токио) — японский художник-постановщик, дизайнер, сценограф
.

## Биография
Начал свою карьеру с работы в качестве помощника художественного руководителя в конце 1940-х годов. Принимал участие в создании более 70 фильмов. Часто сотрудничал с режиссёрами Тадаси Имаи, Коном Итикава, Ричардом Флейшером, Киндзи Фукасаку и др.
Наиболее плодотворно сотрудничал с Акирой Куросавой, участвовал почти во всех фильмах режиссёра, начиная с ленты «Я живу в страхе» (1955), за исключением «Дерсу Узала» (1975).
Свою первую награду как лучший художник-постановщик получил в 1958 году.

## Награды
- В 1958 году за фильм Куросавы «На дне» награждён премией «Майнити».
- В 1958 году за фильм Куросавы «Трон в крови» награждён премией «Майнити».
- В 1962 году за фильм Куросавы «Телохранитель» был номинирован на премию «Оскар» за лучший дизайн костюмов для чёрно-белых фильмов.
- В 1971 году за фильм «Тора! Тора! Тора!» был номинирован на премию «Оскар» за лучшую работу художника-постановщика.
- В 1981 году за фильм Куросавы «Тень воина» был номинирован на премию «Оскар» за лучшую работу художника-постановщика.
- В 1986 году за фильм Куросавы «Ран» награждён премией Японской Киноакадемии.
- В 1987 году за фильм Куросавы «Ран» номинирован на премию Британской академией кино и телевизионных искусств за лучшую работу художника-постановщика.
- В 1991 году за фильм Куросавы «Сны» удостоен премии Японской Киноакадемии.
- В 1994 году за фильм Куросавы «Ещё нет» получил премию Японской Киноакадемии.
- В 2010 году посмертно награждён специальной премией Японской Киноакадемии.